# جان کاوانا (بازیگر)
جان کاوانا (ایرلندی: John Kavanagh) بازیگر تئاتر، سینما و تلویزیون اهل ایرلند است.
از فیلم‌ها یا مجموعه‌های تلویزیونی که وی در آن‌ها نقش داشته است، می‌توان به وایکینگ‌ها، این پدر من است، حلقه دوستان و قصه‌گو اشاره نمود.